# パトリモニオ
パトリモニオ（フランス語/イタリア語: Patrimonio、コルシカ語: Patrimoniu）は、フランス領コルシカ島オート＝コルス県北部にある人口600人あまりの村（コミューン）である。周辺の5ヶ村とともに、AOCワインパトリモニオを生産している。

## 地理
島の北部に約40キロの長さでつきだしている、カップ・コルスと呼ばれる半島の付け根に位置している。県庁所在地バスティアの西12kmに位置している。

## ワイン
赤・白・ロゼが作られている。赤とロゼは、この地方の固有品種であるニエルッキオ(Nieluccio, サンジョヴェーゼの枝変わりともいわれている)で作られる。アルコール分の強い、かなりこくのあるワインだが色は明るい。かつてはいかにも地酒といった感じの、やや泥臭い風味があったが、近年は評価が上がっている。白とロゼは果実味の豊かな辛口に仕上がっており、コルシカのワインのなかでは最も優れたものである。
生産量が多くなく、日本にはほとんど出回っていない。